# Almog Cohen
Almog Cohen (på hebraisk: אלמוג כהן) (født 1. september 1988 i Beersheba, Israel) er en israelsk fodboldspiller, der spiller som defensiv midtbanespiller hos den tyske 2. Bundesliga-klub FC Ingolstadt. Han har spillet for klubben siden sommeren 2013. Tidligere har han spillet for Maccabi Netanya i sit hjemland, der var hans første klub som seniorspiller.

## Landshold
Cohen står (pr. april 2018) noteret for 22 kampe for Israels landshold, som han debuterede for den 2. september 2010 i en EM-kvalifikationskamp hjemme mod Malta.